# La Boca del Río
La Boca del Río es una localidad argentina ubicada en el Departamento Santa María, provincia de Córdoba.
Se encuentra sobre la margen norte del Dique La Quintana, 4 km al sur de José de la Quintana, de la cual depende administrativamente. Es la única urbanización sobre el mencionado dique.
En la villa hay un predio de Fabricaciones Militares, en donde había un viejo cuartel, y desde ella nacen los caños que suministran con agua potable a La Quintana.

## Población
Cuenta con 80 habitantes (Indec, 2010), lo que representa un incremento del 21% frente a los 66 habitantes (Indec, 2001) del censo anterior.